# Pseudocoenosia fletcheri
Pseudocoenosia fletcheri är en tvåvingeart som först beskrevs av Malloch 1919.  Pseudocoenosia fletcheri ingår i släktet Pseudocoenosia och familjen husflugor. Inga underarter finns listade i Catalogue of Life.